# Bloodbound
Bloodbound es una banda de power metal, formada en el año 2004, en Bollnäs (Suecia), por Tomas Olsson y Fredrik Berg. Actualmente han lanzado nueve  álbumes de estudio aunque por la banda han pasado cantantes de la talla de Michael Bormann, Kristian Andrèn y Urban Breed.

## Miembros

### Actuales
- Patrik J Selleby - voz (2010–)
- Tomas Olsson - guitarra (2004–)
- Fredrik Bergh - teclados y voz (2004–)
- Henrik Olsson - guitarra (2006–)
- Anders Broman - bajo (2011–)
- Daniel Sjögren - batería (2017-)

### Pasados
- Johan Sohlberg - bajo (2006–2011)
- Urban Breed - voz (2005–2006, 2007–2010)
- Michael Bormann - voz (2007)
- Oskar Belin - batería (2005–2006)
- Jörgen Andersson - bajo (2006)
- Markus Albertson - guitarra (2006)
- Kristian Andrèn - voz (2006)
- Pelle Åkerlind - batería (2006–2016)

## Discografía
- Nosferatu (2005)
- Book Of The Dead (2007)
- Tabula Rasa (2009)
- Unholy Cross (2011)
- In The Name Of Metal (2012)
- Stormborn (2014)
- Satanic Panic (2015) recopilatorio
- One Night Of Blood (2016) directo
- War Of Dragons (2017)
- Rise Of The Dragon Empire (2019)
- Creatures Of The Dark Realm (2021)